# Lumière de séisme
Les lumières de séisme (de l'anglais « earthquake light », ou « EQL »), également appelées lumières sismiques ou lumières de tremblement de terre, sont des phénomènes optiques rares qui apparaissent dans l’atmosphère des zones d'activité sismique (tremblement de terre, éruption volcanique) avant, pendant, ou plus rarement, après les secousses. Elles peuvent prendre la forme d'éclairs ou de flashs, de flammes, de boules incandescentes, de halos lumineux, parfois aux couleurs arc-en-ciel, ou d'aurores, et ne durent que de quelques secondes à quelques minutes.
Longtemps contestées ou apparentées au phénomène ovni, ces apparitions ont été reconnues par la communauté sismologique lorsqu'elles ont pu être observées et photographiées pour la première fois lors de l'essaim de séismes de Matsushiro à Nagano, au Japon, qui a eu lieu de 1965 à 1967. Depuis, de nombreuses observations ont pu être enregistrées et témoignent de l'existence du phénomène, dont les mécanismes ne sont pas parfaitement compris mais semblent faire intervenir des charges électriques venant des failles sismiques qui ioniseraient l'atmosphère, à l'instar des aurores polaires et des phénomènes lumineux transitoires (farfadets, elfes, jets),,,, les classant ainsi parmi les électrométéores.

## Historique
On rapporte l'apparition de tels phénomènes depuis des siècles. La première mention vient de Callisthène qui décrivit le tremblement de terre de Délos en 373 av. J.-C. en ces termes : « Parmi les nombreux prodiges par lesquels la destruction des deux villes, Helice et Buris, furent prédits, particulièrement par les deux immenses colonnes de feu et le tremblement de terre de Délos. ». Cependant rien ne permet d'affirmer une éventuelle corrélation entre les deux phénomènes. Parmi les témoignages récemment recueillis, dont 65 ont servi à l'étude du phénomène,, on peut citer :
- 18 avril 1906, une lueur semblable à un faible arc-en-ciel fut observée avant le grand tremblement de terre 1906 de San Francisco[1] ;
- 1er juillet 1973, 7 boules incandescentes, de couleur jaune et d'approximativement un mètre de diamètre, ont été photographiées depuis le Lac Tagish, en Alaska, par Jim Conacher, un agriculteur à la retraite, quelques heures avant le tremblement de terre qui s'est produit à proximité du Passage Cross[1],[8],[7] ;
- 29 novembre 1975, des lueurs blanches et bleuâtres ont été vues durant plusieurs secondes lors du tremblement de terre de Kalapana[9] ;
- 12 novembre 1988, un globe rose-violet lumineux aurait été observé le long du fleuve Saint-Laurent au Québec, 13 jours avant le puissant séisme du Saguenay survenu le 25 novembre 1988[N 2],[10] ;
- 15 août 2007, une lueur blanche et bleuâtre a été filmée par plusieurs observateurs durant le séisme de 2007 au Pérou, à Pisco, parfois au-dessus de « la mer »[N 3] ;
- 6 avril 2009, des lueurs vacillantes en forme de flamme d'une dizaine de centimètres seraient apparues à la surface d'une rue en pierres quelques secondes avant le séisme de 2009 à L'Aquila, en Italie[1],[11] ;
- 8 septembre 2017, des lumières blanches, bleues, rouges, vertes,… semblables à des éclairs ont été aperçues lors du séisme de magnitude 8.2 ayant touché le Mexique[12],[13],[14] ;
- 8 septembre 2023, lors du séisme de Marrakech, d'une magnitude de 6.8, des lueurs bleues ont été observées par les locaux[15].

## Description physique
Les mécanismes ne sont pas encore parfaitement connus et plusieurs hypothèses ont été proposées pour expliquer le phénomène, parmi lesquelles, des perturbations du champ électromagnétique de la terre provoquées par des contraintes tectoniques ; des perturbations ionosphériques ; des charges électriques libérées sous l'effet piézoélectrique lors de la compression de roches contenant du quartz ; la triboluminescence ; des changements dans la conductivité électrique du sol ; des émissions d'ultra basses et ultra hautes fréquences ainsi que des radiofréquences ; des formations de brouillard, brume ou nuages anormaux. Considérées peu probables ou peu convaincantes, ces théories sont aujourd'hui écartées,.
Depuis 2002, et plus récemment en janvier 2014, des études menées entre autres par Friedemann Freund[Qui ?] proposent une nouvelle théorie, n'ayant pas encore été reproduite en laboratoire, la positive hole theory (théorie du trou positif). Elle suggère l'intervention de charges électriques contenues dans le basalte et le gabbro, qui, conduites à la surface par les dykes, des structures verticales pouvant descendre jusqu'à 97 km de profondeur et agissant comme des conducteurs électriques, seraient libérées dans l'atmosphère, ioniseraient leur environnement, et se combineraient pour former des poches de plasma lumineuses, lesquelles pouvant éclater, faisant alors apparaître des décharges électriques. Selon ces études, les conditions favorables à l'apparition de ce phénomène ne représentent que 0,5 % des tremblements de terre mondiaux, ce qui expliquerait sa rareté,.